# Seicercus
A Seicercus a madarak osztályának verébalakúak (Passeriformes) rendjébe és a füzikefélék (Phylloscopidae) családjába tartozó nem. Korábban az óvilági poszátafélék (Sylviidae) családjába sorolták.

## Rendszerezésük
A nemet William Swainson írta le 1837-ben, az alábbi fajok tartoznak ide:
- Seicercus poliogenys[1][2] vagy Phylloscopus poliogenys
- Seicercus affinis
- Seicercus burkii
- Seicercus tephrocephalus
- Seicercus whistleri
- Seicercus valentini
- Seicercus omeiensis
- Seicercus soror

- Seicercus castaniceps[2] vagy Pycnosphrys castaniceps[1]
- vörösfejű árnyékposzáta (Seicercus montis[2] vagy Pycnosphrys montis)[1]
- Seicercus grammiceps[2] vagy Pycnosphrys grammiceps[1]